# Miguel Sabah
Miguel Sabah Rodríguez (Cancún, Quintana Roo, México, 14 de noviembre de 1979) es un exfutbolista mexicano. Jugaba de segundo delantero. Es canterano de Chivas y se retiró después de ser despedido de su último equipo: el Club León.

## Trayectoria

### Club Deportivo Guadalajara
Debutó en la Primera División con el Club Deportivo Guadalajara a los 19 años, en el Torneo Invierno 2000, en un partido ante el Cruz Azul, equipo con el que después jugaría, con un marcador a favor de Cruz Azul por 2-1. A pesar de mostrar un buen nivel, tuvo muy pocos partidos de titular. Siguió en el club hasta el Apertura 2005 cuando fue transferido al Cruz Azul, habiendo jugado un total de 86 partidos y anotando 18 goles.

### Cruz Azul
Con el Cruz Azul debutó en la primera fecha del Clausura 2006 contra el que también después sería su equipo, el Morelia, el partido terminó con un marcador de 1-0 a favor de los cementeros.
Consiguiendo tener más minutos de juego, finalmente se ganó la titularidad y logró hasta ese momento su mejor torneo con 11 goles. Igualmente llegó a 2 finales estas en el 2008, perdiendo ambas, una ante el Santos Laguna y otra ante el Toluca.
A pesar de su buen nivel, en su estancia en Cruz Azul nunca fue llamado a la selección nacional durante los procesos de Hugo Sánchez y Sven Goran Eriksson.
Para el Cruz Azul jugó un total de 104 partidos, marcando 42 goles.

### Monarcas Morelia
El 31 de diciembre de 2008 fue presentado oficialmente como nuevo jugador de Monarcas Morelia, firmando por 4 años.
En su primer torneo logró 11 anotaciones, teniendo su mejor torneo por diferencia de minutos a sus 11 logrados en el Apertura 2007, y así se convirtió en el mejor goleador mexicano del torneo, quedando a 3 goles del líder Héctor Mancilla.
Su esfuerzo y entrega con los michoacanos, sumada la llegada de Javier Aguirre a la Selección de fútbol de México le dieron su primera convocatoria.
No jugó al inicio del Apertura 2009 debido a que se encontraba con la selección, pero en la jornada 2 en un partido contra el América, logró otro gol, el cual le dio al Morelia la victoria por 2-1.
En el Apertura 2009 logró 8 goles en 16 partidos, aunque estuvo ausente en varios partidos por llamados a la Selección y por una lesión de tobillo.
Sabah anotó 63 goles en 130 partidos con el equipo purépecha siendo así uno de los mejores goleadores mexicanos en los últimos años y uno de los futbolistas más queridos dentro del club junto al argentino Mauricio Romero y el colombiano Aldo Leao Ramírez al colocarse ya en el tercer lugar histórico entre los máximos goleadores del club.

### Club Deportivo Guadalajara (Segunda Etapa)
El 14 de diciembre de 2012, después de varios días de negociaciones se confirmó el regreso al equipo que lo vio nacer el Club Deportivo Guadalajara para el Clausura 2013, su contrato fue por 3 años.

### Club León
El 27 de noviembre de 2013 el Club León, confirmó a Sabah como su primer refuerzo del Torneo Clausura 2014 en donde marcó 5 goles y se coronó campeón por primera vez en la Liga MX.

### Retiro
Tras no conseguir club en el Draft Clausura 2016, Miguel Sabah a sus 36 años de edad, anunció su retiro el 5 de enero de 2016, tras 16 años de carrera profesional donde acumuló 139 goles en 392 partidos, vistiendo las camisetas de Chivas, Cruz Azul, Monarcas y el Club León.

## Estadísticas
| Club            | Torneo            |       |       |  |
| Club            | Torneo            | Part. | Goles |  |
| --------------- | ----------------- | ----- | ----- |  |
| Guadalajara     | Invierno 2000     | 1     | 0     |  |
| Guadalajara     | Verano 2002       | 16    | 3     |  |
| Guadalajara     | Apertura 2002     | 6     | 0     |  |
| Guadalajara     | Clausura 2003     | 8     | 0     |  |
| Guadalajara     | Apertura 2003     | 18    | 8     |  |
| Guadalajara     | Clausura 2004     | 11    | 2     |  |
| Guadalajara     | Apertura 2004     | 14    | 5     |  |
| Guadalajara     | Clausura 2005     | 4     | 0     |  |
| Guadalajara     | Apertura 2005     | 8     | 0     |  |
| Guadalajara     | Total             | 86    | 18    |  |
| Cruz Azul       | Clausura 2006     | 15    | 3     |  |
| Cruz Azul       | Apertura 2006     | 18    | 10    |  |
| Cruz Azul       | Clausura 2007     | 17    | 6     |  |
| Cruz Azul       | Apertura 2007     | 17    | 11    |  |
| Cruz Azul       | Clausura 2008     | 17    | 8     |  |
| Cruz Azul       | Apertura 2008     | 20    | 4     |  |
| Cruz Azul       | Total             | 104   | 42    |  |
| Morelia         | Clausura 2009     | 17    | 11    |  |
| Morelia         | Apertura 2009     | 16    | 8     |  |
| Morelia         | Bicentenario 2010 | 13    | 7     |  |
| Morelia         | Apertura 2010     | 16    | 7     |  |
| Morelia         | Clausura 2011     | 17    | 4     |  |
| Morelia         | Apertura 2011     | 21    | 8     |  |
| Morelia         | Clausura 2012     | 15    | 10    |  |
| Morelia         | Apertura 2012     | 17    | 9     |  |
|                 | Total             | 132   | 64    |  |
| Guadalajara     | Clausura 2013     | 15    | 3     |  |
| Guadalajara     | Apertura 2013     | 10    | 1     |  |
|                 | Total             | 25    | 4     |  |
| León            | Clausura 2014     | 15    | 5     |  |
| León            | Apertura 2014     | 12    | 3     |  |
| León            | Clausura 2015     | 12    | 3     |  |
| León            | Apertura 2015     | 1     | 1     |  |
|                 | Total             | 40    | 12    |  |
| Toda Su Carrera | Total             | 375   | 140   |  |

## Selección nacional
| Club               | País   | PJ | Goles | Periodo     |
| ------------------ | ------ | -- | ----- | ----------- |
| Selección Mexicana | México | 17 | 5     | 2009 - 2016 |

Debutó con la selección el 10 de junio de 2009 en un partido de eliminatoria ante Trinidad y Tobago. Su segunda aparición fue en un amistoso contra Venezuela con un marcador de 4-0 a favor de México, teniendo Sabah una buena actuación.
Su primer gol lo logró ya en la Copa Oro 2009 en el partido de la Selección Mexicana contra la Selección de Panamá en el Reliant Stadium de la ciudad de Houston, Texas, a pase de Giovani dos Santos y juego que terminó con un marcador de 1-1.
Sin duda el gol más importante que logró con la selección es el anotado el día 12 de agosto de 2009 en las eliminatorias de la CONCACAF para el Mundial de Sudáfrica 2010, donde al minuto 82 anotó el gol que le dio la victoria a México 2-1 sobre Estados Unidos. Después del partido, Sabah calificó esa anotación como el "gol de su vida". Tras una lesión poco antes del mundial de Sudáfrica 2010, Sabah fue recortado de la lista de 23 jugadores inscritos para el torneo.
En febrero de 2012 volvió a ser considerado a la selección nacional luego de brillantes actuaciones en el torneo local para el juego amistoso ante Colombia en Miami, Florida junto con sus compañeros de equipo Edgar Gerardo Lugo y Enrique Pérez, quienes recibieron su primera convocatoria.

### Goles internacionales
| Resultados | Resultados | Resultados | Resultados     | Lugar                                           | Fecha                | Tipo                                   | Gol(es) |
| ---------- | ---------- | ---------- | -------------- | ----------------------------------------------- | -------------------- | -------------------------------------- | ------- |
| Panamá     | 1          | 1          | México         | Reliant Stadium, Houston, Texas                 | 9 de julio de 2009   | Copa Oro 2009                          | 1       |
| México     | 2          | 0          | Guadalupe      | University of Phoenix Stadium, Phoenix, Arizona | 12 de julio de 2009  | Copa Oro 2009                          | 1       |
| Haití      | 0          | 4          | México         | Cowboys Stadium, Dallas, Texas                  | 19 de julio de 2009  | Copa Oro 2009                          | 2       |
| México     | 2          | 1          | Estados Unidos | Estadio Azteca, Ciudad de México, DF            | 12 de agosto de 2009 | Clasif. Copa Mundial de Fútbol de 2010 | 1       |

## Palmarés

### Campeonatos nacionales
| Título          | Club      | País   | Año  |
| --------------- | --------- | ------ | ---- |
| Torneo Clausura | Club León | México | 2014 |

### Copas internacionales
| Título                   | Equipo             | Sede           | Año  |
| ------------------------ | ------------------ | -------------- | ---- |
| Copa Panamericana        | Cruz Azul          | Estados Unidos | 2007 |
| Copa Oro                 | Selección Mexicana | Estados Unidos | 2009 |
| SuperLiga Norteamericana | Morelia            | Estados Unidos | 2010 |

### Distinciones individuales
| Distinción                                     | Año  |
| ---------------------------------------------- | ---- |
| Goleador de la Copa de Oro de la Concacaf 2009 | 2009 |
| Goleador de la SuperLiga Norteamericana 2010   | 2010 |